# Атомна та молекулярна астрофізика

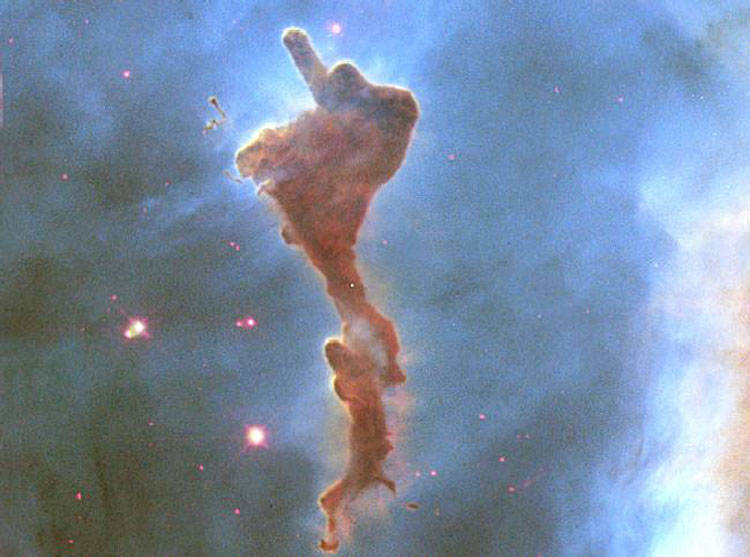
Протягом декількох мільйонів років світло від яскравих зірок википить цю молекулярну хмара газу і пилу. Хмара розірвало від Туманності Киля. Новостворені зірки видно поруч, їхні зображення почервонілі блакитним світлом будучи переважно розсіяними всепроникаючим пилом. Це зображення охоплює близько двох світлових років і було зроблене орбітальним космічним телескопом Хаббла в 1999 році.

Атомна астрофізика займається виконанням розрахунків атомної фізики, які будуть корисні для астрономів і використання атомних даних для інтерпретації астрономічних спостережень. Атомна фізика відіграє ключову роль в астрофізиці, так як єдина інформація астрономів про той чи інший об'єкт проходить через світло, яке він випромінює, і  світло виникає через атомні переходи.
Молекулярна астрофізики, переросла в сувору область дослідження теоретичним астрохіміком Александром Далгарно починаючи в 1967 році, відноситься до вивчення викидів з молекул в просторі. Є 110 відомих в даний час міжзорянних молекул. Ці молекули мають велику кількість спостережуваних переходів. Лінії можуть спостерігатися також в поглинанні. Висока енергія випромінювання, наприклад ультрафіолетового, може привести до руйнування молекулярних зв'язків, які утримують атоми в молекулах. Загалом, молекули знайдені в холодних астрофізичних середовищах. Наймасивнішими об'єктами в нашій Галактиці є гігантські хмари молекул і пилу, відомих як гігантські молекулярні хмари. У цих хмарах, і в їхніх менших варіантах, утворюються зірки і планети. Однією з основних областей дослідження молекулярної астрофізики є формування зірок і  планет. Молекули можна знайти в багатьох середовищах, проте, від зоряних атмосфер до супутників планет. Більшість з цих місць є відносно прохолодні, і молекулярне випромінювання найбільш легко може бути вивчене за допомогою фотонів, що випускаються коли молекули здійснюють переходи між низькими енергетичними станами обертання. Одна молекула, що складається з рясних атомів вуглецю і кисню, і має високу стійкість до дисоціації на атоми, є Монооксид вуглецю (СО). Довжина хвилі фотона, що випромінюється, коли молекула СО падає від найнижчого збудженого стану до його нульової енергії, або землі, стану є 2.6мм, або 115 гігагерц. Ця частота в тисячу разів вище, ніж звичайні частоти FM-радіо. При таких високих частотах, молекули в атмосфері Землі можуть блокувати передачу з космосу, а також телескопи повинні бути розташовані в сухих (вода є важливим атмосферним блокатором), високих місцях. Радіотелескоп повинен мати дуже точні поверхні для виробництва високоякісних точних зображень.
21 лютого 2014 NASA оголосило значно модернізовану базу даних для відстеження поліциклічних ароматичних вуглеводнів (ПАВ) у Всесвіті. На думку вчених, більше 20% вуглецю у Всесвіті може бути пов'язана з поліциклічними ароматичними вуглеводнями, можливих вихідних матеріалів для формування життя. ПАВ, здається, сформувалися незабаром після Великого вибуху, поширились по цілому Всесвіту, та пов'язані з новими зірками і екзопланет.